# Lovejoy (band)
Lovejoy is een Engelse rockband uit Brighton. De band werd in 2021 opgericht door youtuber Wilbur Soot.
De band piekte in mei 2021 op #10 in de Billboard-lijst Emerging Artists.

## Geschiedenis
Wilbur Soot, pseudoniem van William Gold, was in 2017 mede-oprichter van het YouTubekanaal Soothouse. In 2019 startte hij zijn eigen kanaal, waar hij ook zijn eigen muziek naar uploadde. In 2020 bereikte hij #65 in de UK Singles Chart met het nummer 'Your New Boyfriend'. Een jaar later richtte hij Lovejoy op. De bezetting bestaat verder uit gitarist Joe Goldsmith, bassist Ash Kabosu en drummer Mark Boardman. De band is vernoemd naar Benedict Lovejoy, een gezamenlijke vriend.
In mei 2021 verscheen de ep Are You Alright?. Alle nummers werden als single uitgebracht. Met 'One Day' wist de band de top 10 te halen in Nieuw-Zeeland. In oktober volgde Pebble Brain waarvan eveneens alle nummers als single werden uitgebracht. De ep behaalde hitlijsten in Europa, de Verenigde Staten en Nieuw-Zeeland. In Litouwen stond de ep een week op #3.
In december 2021 bracht Lovejoy een cover uit van 'Knee Deep' van de Welshe indieband Los Campesinos!. In 2022 verscheen nog een cover, 'Privately Owned Spiral Galaxy' van de Engelse folkgroep Crywank. Het nummer maakte deel uit van het coveralbum Here You Go, You Do It: A Crywank Covers Compilation.
Voor het eerste liveoptreden, op 13 mei 2022, werd de fictieve band Lampwith Sock bedacht. Deze band zou afkomstig zijn uit Aberystwyth in Wales. Hierna is de band vijf keer op tournee geweest, onder de eigen bandnaam:
- Northern Autumn Tour, 2022
- December Tour, 2022
- Inselaffe Tour, 2023
- Across the Pond Tour, 2023
- Wake Up & It's Over Tour, 2023

## Discografie
| Jaar | Ep               | Toppositie | Toppositie | Toppositie | Toppositie | Toppositie | Toppositie | Toppositie | Toppositie | Toppositie | Toppositie | Toppositie |
| Jaar | Ep               | BE (VL)    | CA         | GB         | FI         | IE         | LT         | NL         | NO         | NZ         | SE         | US         |
| ---- | ---------------- | ---------- | ---------- | ---------- | ---------- | ---------- | ---------- | ---------- | ---------- | ---------- | ---------- | ---------- |
| 2021 | Are You Alright? | —          | —          | —          | —          | —          | —          | —          | —          | —          | —          | —          |
| 2021 | Pebble Brain     | 56         | 41         | 12         | 21         | 14         | 3          | 35         | 32         | 11         | 24         | 128        |

| Jaar | Single                                    | Ep                               | Toppositie | Toppositie | Toppositie | Toppositie | Toppositie |
| Jaar | Single                                    | Ep                               | GB         | GB indie   | IE         | NZ Hot     | US Rock    |
| ---- | ----------------------------------------- | -------------------------------- | ---------- | ---------- | ---------- | ---------- | ---------- |
| 2021 | 'Cause for Concern'                       | Are You Alright?                 | —          | 47         | —          | 18         | 50         |
| 2021 | 'One Day'                                 | Are You Alright?                 | 54         | 5          | 58         | 10         | 26         |
| 2021 | 'Taunt'                                   | Are You Alright?                 | 75         | 12         | 91         | 13         | 31         |
| 2021 | 'Sex Sells'                               | Are You Alright?                 | 93         | 18         | —          | 14         | 35         |
| 2021 | 'Concrete'                                | Pebble Brain                     | —          | 27         | —          | —          | —          |
| 2021 | 'It's All Futile! It's All Pointless!'    | Pebble Brain                     | —          | 30         | —          | —          | —          |
| 2021 | 'Model Buses'                             | Pebble Brain                     | —          | 28         | —          | 17         | —          |
| 2021 | 'The Fall'                                | Pebble Brain                     | 64         | 21         | —          | 13         | —          |
| 2021 | 'Oh Yeah You Gonna Cry'                   | Pebble Brain                     | 67         | 23         | —          | 14         | —          |
| 2021 | 'Perfume'                                 | Pebble Brain                     | 69         | 24         | —          | 12         | —          |
| 2021 | 'You'll Understand When You're Older'     | Pebble Brain                     | —          | 34         | —          | —          | —          |
| 2021 | 'Knee Deep at ATP'                        | —                                | —          | —          | —          | —          | —          |
| 2022 | 'Privately Owned Spiral Galaxy'           | —                                |            |            |            |            |            |
| 2023 | 'Tomorrow - Acoustic'                     | From Studio 4                    |            |            |            |            |            |
| 2023 | 'Taunt - Acoustic'                        | From Studio 4                    |            |            |            |            |            |
| 2023 | 'One Day - Acoustic'                      | From Studio 4                    |            |            |            |            |            |
| 2023 | 'Sex Sells - Acoustic'                    | From Studio 4                    |            |            |            |            |            |
| 2023 | 'Cause for Concern - Acoustic'            | From Studio 4                    |            |            |            |            |            |
| 2023 | 'Call Me What You Like - Spotify Singles' | Our Generation - Spotify Singles |            |            |            |            |            |
| 2023 | 'The Perfect Pair - Spotify Singles'      | Our Generation - Spotify Singles |            |            |            |            |            |
| 2023 | 'Portrait of a Blank Slate'               | Wake up & It's Over              |            |            |            |            |            |
| 2023 | 'Call Me What You Like'                   | Wake up & It's Over              |            |            |            |            |            |
| 2023 | 'Consequences'                            | Wake up & It's Over              |            |            |            |            |            |
| 2023 | 'Warsaw'                                  | Wake up & It's Over              |            |            |            |            |            |
| 2023 | 'Scum'                                    | Wake up & It's Over              |            |            |            |            |            |
| 2023 | 'Its Golden Hour Somewhere'               | Wake up & It's Over              |            |            |            |            |            |
| 2023 | 'Normal People Things'                    | —                                |            |            |            |            |            |